# Phil Laak
Philip Courtney „Phil“ Laak (* 8. September 1972 in Dublin, Irland) ist ein professioneller US-amerikanischer Pokerspieler. The Unabomber, wie er genannt wird, gewann 2004 das Main Event der World Poker Tour und 2010 ein Bracelet bei der World Series of Poker Europe.

## Früheres Leben
Seine Kindheit verbrachte er in Wellesley, Massachusetts. Er hat einen Hochschulabschluss der Universität von Massachusetts und arbeitete als Ingenieur. Ein alter Mitbewohner und guter Freund ist der professionelle Pokerspieler Antonio Esfandiari. Laak lebt in San Francisco.

## Pokerkarriere

### Werdegang
Laak gewann im Februar 2004 das Celebrity Invitational der World Poker Tour (WPT). Seitdem erreichte er zwei weitere WPT-Finaltische, 2005 beim Battle of Champions und beim Five Diamond World Poker Classic. Bei der World Series of Poker im Rio All-Suite Hotel and Casino am Las Vegas Strip wurde er 2005 Zweiter hinter Johnny Chan bei einem Turnier der Variante Pot Limit Hold’em. Laak besiegte Ram Vaswani beim William Hill Poker Grand Prix im Jahr 2006 und gewann so 265.000 US-Dollar. Laak spielte bei der zweiten bis sechsten Staffel des Fernsehformats High Stakes Poker. Bei NBCs Poker After Dark gewann Laak den Wochenpreis von 120.000 US-Dollar. Dort besiegte er Pokergrößen wie Doyle Brunson, Antonio Esfandiari, Jennifer Harman und Erik Seidel. Am 5. Juni 2010 stellte Laak am Las Vegas Strip einen neuen Weltrekord auf: Im Hotel Bellagio spielte er mehr als 79 Stunden am Stück Poker. Er übertrumpfte damit sowohl den offiziell im Guinness-Buch der Rekorde festgehaltenen Rekord von 72 Stunden und zwei Minuten als auch den in der Pokerwelt anerkannten inoffiziellen Rekord von 78 Stunden und 45 Minuten. Laak kündigte aber an, weiter spielen zu wollen, bis er die 90-Stunden-Marke erreicht habe. Nachdem er 115 Stunden am Stück gepokert hatte, beendete er das Projekt. Damit ist er seitdem der Weltrekordhalter in dieser Kategorie. Bei der WSOP Europe 2010 in London gewann Laak ein Hold’em-Event, was ihm sein erstes Bracelet sowie mehr als 170.000 britische Pfund einbrachte.
Insgesamt hat sich Laak mit Poker bei Live-Turnieren knapp 4 Millionen US-Dollar erspielt.

### Spitzname und Persönlichkeit
Laak wurde als Unabomber bekannt wegen seines Kapuzenpullovers, den ihm Gus Hansen schenkte, und einer Sonnenbrille, die er am Pokertisch trägt. Er ist bekannt dafür, seine Kapuze so weit ins Gesicht zu ziehen, dass kein Gesichtsausdruck erkennbar ist. Weitere Charakteristika seines Stils sind zum Beispiel, dass er hinter den Dealer geht, um als erster zu sehen, welche Karte als Nächstes kommt, oder sich schon zum Gehen bereit macht, wenn er all-in geht, egal auf welche Hand er trifft. Für diese Dinge wird Laak von Pokerfans geliebt, aber auch von Pokerspielern kritisiert, da sie es als unprofessionell empfinden.
Seine Freundin ist die Schauspielerin und Pokerspielerin Jennifer Tilly, die The Unabombshell genannt wird. Seit dem 7. Mai 2007 war Laak beim amerikanischen Pay-per-View-Sender MOJO HD in der achtteiligen Fernsehserie I bet you mit seinem besten Freund Antonio Esfandiari zu sehen, in der die beiden verrückte Wetten gegeneinander abschlossen. Auch in der Filmkomödie All in – Alles oder nichts aus dem Jahr 2008 hatte er wie Esfandiari einen Cameo-Auftritt als Pokerspieler, seine Frau spielte eine Nebenrolle.